# Gunnar Lundin
Gunnar Albin Lundin, född 13 december 1923 i Stockholm, död 16 december 2000 i Åkersberga, var en svensk skådespelare, inspicient och produktionsledare.
Han var från 1948 gift med Birgitta Portefaix (född 1925), dotter till Jules Gaston Portefaix och Helga, ogift Wahlgren, samt syster till Loulou Portefaix.

## Filmografi (urval)
- 1940 – Flottans kavaljerer
- 1948 – Lars Hård
- 1949 – Havets son
- 1950 – Loffe blir polis
- 1950 – Kastrullresan

## Producent
- 1963 – Det är hos mig han har varit

## Teater

### Roller
| År   | Roll    | Produktion                                                  | Regi             | Teater      |
| ---- | ------- | ----------------------------------------------------------- | ---------------- | ----------- |
| 1943 | Schulze | Om ett folk vill leva (Hvis et folk vil leve) Axel Kielland | Per-Axel Branner | Nya Teatern |
| 1943 | Nubier  | Salome Oscar Wilde                                          | Per-Axel Branner | Nya Teatern |